# Komorów-Gajówka
Komorów-Gajówka – zniesiona nazwa osady leśnej w Polsce położona w województwie mazowieckim, w powiecie przysuskim, w gminie Wieniawa.
Nazwa miejscowości została zniesiona z 2022 r.
W latach 1975–1998 miejscowość należała administracyjnie do województwa radomskiego.